# Гипердеформация
Гипердеформация — теоретически предсказанное явление в ядерной физике, связанное с возможностью существования ядер, ещё более вытянутой формы, чем у супердеформированных ядер. Это явление связано с наличием третьего минимума в поверхностной энергии. Такое ядро должно представлять собой эллипсоид с соотношением осей 3:1:1. Соответственно, оно будет иметь и очень большой момент импульса.
На сегодняшний день нет экспериментальных данных об идентификации гипердеформированных ядер, но предполагается, что в гипердеформированном состоянии могут существовать ядра изотопов 96Cd и 107Cd.
Ещё сильнее вытянутые ядра называются мегадеформированными.